# Beretta GLX 160
Il GLX-160 è un lanciagranate individuale calibro 40 × 46 mm a bassa velocità prodotto dalla Beretta, progettato per essere utilizzato sul nuovo fucile d'assalto ARX-160 e sul precedente AR 70/90. Questo lanciagranate è in dotazione all'Esercito Italiano.